# Jan Gustafsson

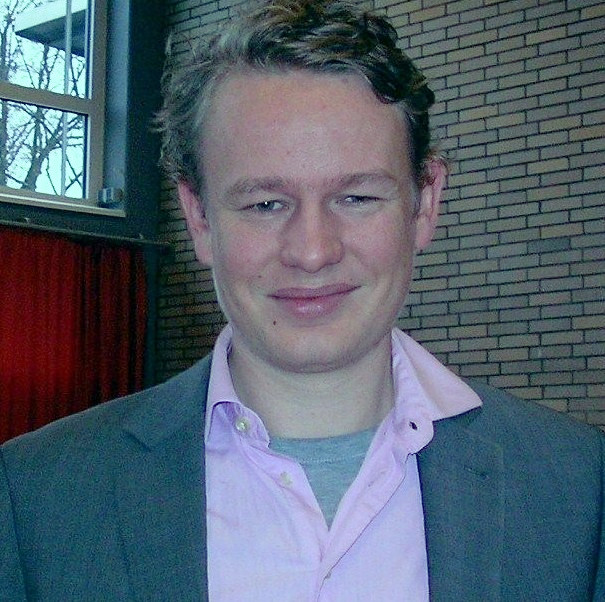
Jan Gustafsson (2011)

Jan Gustafsson (Hamburg, 25 juni 1979) is een Duitse schaker, die ook werkzaam is als moderator en commentator. Hij is grootmeester (GM) sinds 2003. 

## Beginjaren
Jan Gustafsson was in zijn jeugd lid van de Hamburger SK. In 1992 won hij het jeugdkampioenschap van Duitsland in de categorie tot 13 jaar, in 1994 won hij in Bad Bevensen het jeugdkampioenschap van Duitsland in de categorie tot 15 jaar in 1996 wederom, maar nu in de categorie tot 17 jaar en ook het teamkampioenschap in de categorie tot 20 jaar. In 1997 en 1998 won Gustafsson het Open Nederlands Jeugdkampioenschap in Hengelo. In 1999 ging hij rechten studeren aan de Universität Konstanz.

## Individuele resultaten
In 1999 werd Gustafsson Internationaal Meester (IM), in 2003 grootmeester. Jan Gustafsson werd in 2004, 2005 (met 6.5 uit 9) en 2011 tweede op het kampioenschap van Duitsland. In 2001 en in 2010 werd hij Duits kampioen blitzschaak. In juli 2008 werd hij op het supertoernooi van de Dortmunder Schachtage met 4 pt. uit 7 gedeeld tweede, achter Péter Lékó. Hij eindigde daarmee boven o.a. voormalig wereldkampioen Vladimir Kramnik. In 2009 won hij het Apeldoornse Rapidkampioenschap met 6,5 uit 7 voor de destijds nog IM Roeland Pruijssers en FM Stefan Kuipers en GM Sipke Ernst, waaraan hij een halve punt moest afstaan. 
In 2014 richtte Gustafsson met enkele anderen de website Chess24.com op waarop hij ook vaak toernooien becommentarieert. 

## Nationale teams
In 2002 werd hij vanwege een vriendschappelijke match Duitsland-Griekenland genomineerd voor het Duitse nationale team.  Bij de Schaakolympiades van 2004 in Calvià, van 2006 in Turijn, van 2008 in Dresden en van 2012 in Istanboel was hij onderdeel van het Duitse team.
Bij het Europees schaakkampioenschap voor landenteams behoorde hij in alle vijf toernooien tussen 2003 en 2011 tot het Duitse team. In november 2011 werd hij met het Duitse nationale team na een overwinning op Armenië in de laatste ronde Europees kampioen.

## Schaakverenigingen
Sinds 1997 is Gustafsson actief in de Duitse bondscompetitie. In 2009 stapte hij van de Hamburger SK over naar de toenmalig Duits kampioen OSG Baden-Baden, waarmee hij in  2010 t/m 2015 en 2017 t/m 2019 kampioen werd. In de Oostenrijkse competitie speelde hij van 2000 tot 2010 voor SK Hohenems, waarmee hij in 2004 kampioen werd, en van 2010 tot 2012 voor SK Sparkasse Jenbach, waarmee hij in 2011 kampioen werd. 
In de Nederlandse Meesterklasse werd Gustafsson in 2003 en in 2005 met ZZICT/De Variant Breda kampioen. In de Nederlandse competitie heeft hij ook voor Apeldoorn gespeeld. In de Spaanse competitie speelde hij in 2004 en in 2005 voor CA Valencia-Cuna del Ajedrez Moderno, in 2008 en in 2010 voor CA Escuela Int. Kasparov-Marcote Mondariz, waarmee hij in 2010 kampioen werd, en in 2015 voor Chess24-VTI-Atocha. Ook speelde Gustafsson in de bondscompetities van Zwitserland (voor SV Wollishofen) en van Frankrijk (voor Orcher la Tour Gonfreville).

## Secondant
Gustafsson is ook werkzaam als secondant. Onder andere deed hij dit voor Magnus Carlsen, Péter Lékó en Jan Smeets. Hij was lid van het secondantenteam van Carlsen bij zijn titelverdediging op het Wereldkampioenschap schaken 2016 tegen Sergej Karjakin, op het WK 2018 tegen Fabiano Caruana en op het WK 2021 tegen Ian Nepomniachtchi.

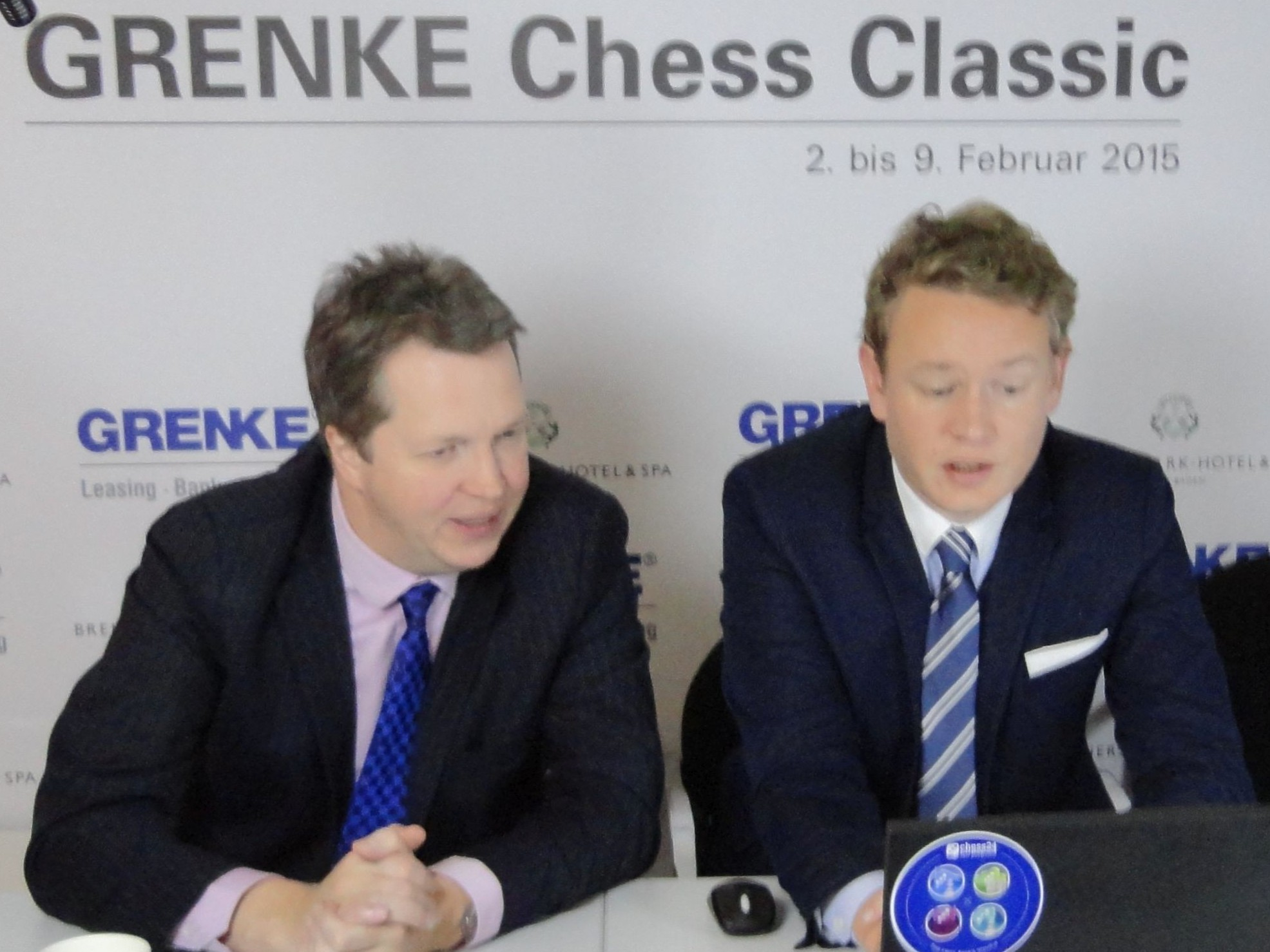
Nigel Short en Jan Gustafsson geven live commentaar bij het GRENKE Chess Classic 2015 in Baden-Baden

## Overige bezigheden
Voor ChessBase produceerde hij filmpjes met schaaklessen, die onder de titel "Schwarzrepertoire gegen 1. e4" op DVD werden uitgebracht. Een van zijn aanbevelingen daarin is de  Marshall-aanval, waarin hij als expert geldt. Daarnaast is hij mede-oprichter van het platform Chess24, waarop hij talrijke video-lessen uitbracht over de opening en het middenspel en via de livestream commentaar verzorgt bij schaaktoernooien, soms onder zijn pseudoniem Radio Jan. Ook regelt hij "Banter Blitz-Sessies": blitzpartijen met simultaan live-commentaar. Een van deze sessies was tegen Magnus Carlsen, die onder een ander account speelde. Gustafsson gaf tijdens deze partij onder andere als live-commentaar "Either he is the biggest genius in the world or this is weird."
Ook speelt hij poker; in 2007 schreef hij met Marcel Lüske het boek Poker für Gewinner (ISBN 978-3-9811543-1-3). Door zijn invloed ging ook de Duitse schaakgrootmeester Matthias Wahls pokeren, en werd in 2007 mede-oprichter van de wereldwijde grootste pokerschool PokerStrategy.com.
Gustafsson is ook te zien op de internetzender Rocket Beans TV, waar hij commentator is van het daar plaatsvindende schaaktoernooi "Zugzwang"("Zetdwang"). Sinds 28 oktober 2020 heeft Gustafsson op Rocket Beans TV iedere twee weken een eigen schaakshow getiteld "Lach- & Schachgeschichten mit Jan Gustafsson". Sinds december 2020 heeft Gustafsson ook een eigen kanaal op het streaming-platform Twitch.
Gustafsson is bekend om zijn droge humor en woordgrappen, die regelmatig voorbij komen in zijn commentaren.